# Улица Франко (Чернигов)
Улица Франко (укр. Вулиця Франка) — улица в Новозаводском районе города Чернигова. Пролегает от улицы Старобелоусская до улицы Длинная, исторически сложившаяся местность (район) Красный Хутор.
Примыкают улицы Любечская, Андрея Мовчана.

## История
Улица Франко — в честь украинского писателя Ивана Яковлевича Франко — проложена в 1930-е годы. Была застроена индивидуальными домами.

## Застройка
Пролегает в северо-восточном направлении, параллельно улицам Красная и Мартына Небабы. Начало улицы (до примыкания Любечской улицы) занято территорией промышленных предприятий (завод стройматериалов № 2) и учреждений обслуживания, далее парная и непарная стороны улицы заняты усадебной застройкой. Ранее в начале улицы была школа искусств. 
Учреждения:
1. дом № 2 А — Черниговская областная станция юных натуралистов[3]
2. дом № 4 А — Государственная служба охраны при УМВД Украины